# Mikael Östberg
Mikael Östberg (ur. 21 maja 1977 w Sollentunie) – szwedzki biegacz narciarski.

## Kariera
W Pucharze Świata zadebiutował 11 marca 1998 roku w Falun, zajmując 76. miejsce w biegu na 10 km stylem dowolnym. Pierwsze pucharowe punkty zdobył 29 grudnia 1999 roku w Kitzbühel, gdzie zajął 13. miejsce w sprincie stylem dowolnym. Na podium zawodów tego cyklu pierwszy raz stanął 19 grudnia 2002 roku w Linzu, wygrywając w sprincie stylem dowolnym. W zawodach tych wyprzedził na podium Thobiasa Fredrikssona ze Szwecji i Włocha Cristiana Zorziego. W kolejnych startach jeszcze jeden raz stanął na podium indywidualnych zawodów PŚ: 5 marca 2004 roku w Lahti był drugi w tej samej konkurencji. Najlepsze wyniki osiągnął w sezonie 2002/2003, kiedy w klasyfikacji generalnej zajął 31. miejsce, a w klasyfikacji sprintu był dziewiąty.
W 2006 roku wystąpił na zimowych igrzyskach olimpijskich w Turynie, gdzie zajął 12. miejsce w sprincie stylem dowolnym. Ponadto w tej konkurencji zajął również dziewiątą pozycję podczas mistrzostw świata w Val di Fiemme trzy lata wcześniej.

## Osiągnięcia

### Igrzyska olimpijskie
| Miejsce | Dzień     | Rok  | Miejscowość | Konkurencja            | Czas biegu | Strata | Zwycięzca  |
| ------- | --------- | ---- | ----------- | ---------------------- | ---------- | ------ | ---------- |
| 12.     | 22 lutego | 2006 | Turyn       | Sprint stylem dowolnym | 2:26,5     | -      | Björn Lind |

### Mistrzostwa świata
| Miejsce | Dzień     | Rok  | Miejscowość   | Konkurencja            | Czas biegu | Strata | Zwycięzca           |
| ------- | --------- | ---- | ------------- | ---------------------- | ---------- | ------ | ------------------- |
| 9.      | 26 lutego | 2003 | Val di Fiemme | Sprint stylem dowolnym | 3:12,1     | -      | Thobias Fredriksson |

### Puchar Świata

#### Miejsca w klasyfikacji generalnej
| Sezon     | Puchar Świata | Sprint      |
| --------- | ------------- | ----------- |
| 1999/2000 | 73. miejsce   | 39. miejsce |
| 2000/2001 | 100. miejsce  | 58. miejsce |
| 2001/2002 | 58. miejsce   | 24. miejsce |
| 2002/2003 | 31. miejsce   | 9. miejsce  |
| 2003/2004 | 39. miejsce   | 14. miejsce |
| 2004/2005 | 31. miejsce   | 12. miejsce |
| 2005/2006 | 31. miejsce   | 13. miejsce |
| 2006/2007 | 121. miejsce  | 57. miejsce |
| 2007/2008 | 109. miejsce  | 72. miejsce |

#### Miejsca na podium chronologicznie
| Nr | Dzień      | Rok  | Miejscowość | Konkurencja         | Czas biegu | Pozycja | Strata | Zwycięzca           |
| -- | ---------- | ---- | ----------- | ------------------- | ---------- | ------- | ------ | ------------------- |
| 1. | 19 grudnia | 2002 | Linz        | Sprint st. dowolnym | -          | 1.      | -      | -                   |
| 2. | 5 marca    | 2004 | Lahti       | Sprint st. dowolnym | -          | 2.      | -      | Thobias Fredriksson |